# Vadensjö
Vadensjö är kyrkbyn i Vadensjö socken och en småort på Landskronaslätten i Landskrona kommun i Skåne.
I byn ligger Vadensjö kyrka.

## Vadensjös brandkår
Wadensjös brandkår uppstod år 1871. Kyrkan i byn hade en stark ekonomi och församlingen bestämde att kyrkan skulle stå för kostnaden att införskaffa den första brandutrustningen. Den bestod av: spruta, två slangar, stege, spannar, vattentunnor som rymde 30 kannor (en kanna är cirka 3 liter) samt en standarfana. Fanan var befälets uppgift att ha med sig. På fanan stod det "Wadensjö brandcorps". Bemanningen bestod av alla män inom socknen mellan 20 och 55 år.

## Järnvägen
Vadensjö hade under nästan ett sekel, järnvägsförbindelse med både Landskrona och Ängelholm med Landskrona–Ängelholms Järnväg. Denna järnväg som anlades 1876 blev från Billesholm aldrig elektrifierad. Den trafikerades först av ånglok och senare av dieseldrivna rälsbussar. Denna del av järnvägen (Billesholm-Ekeby-Kingelstad-Ottarp-Vadensjö-Säby-Landskrona), lades ner 1960. Man kan ännu idag hitta lämningar av den. Banvallen går att skönja i Vadensjö och brofundamenten i Tjutebro, där järnvägen passerade över vägen som går till Mörarp, finns ännu kvar. Kvar finns även brofundamenten där denna järnväg, korsade järnvägslinjen Helsingborg-Eslöv i Rååns dalgång, vid Ottarp. Väg 110 som anlades 1962 följer på vissa sträcker, samma sträckning där järnvägen tidigare var förlagd.